# Lạng Sơn (provincie)
Lạng Sơn is een provincie van Vietnam.
Lạng Sơn telt 704.643 inwoners op een oppervlakte van 8187 km².

## Districten
Lạng Sơn is onderverdeeld in een stad (Lạng Sơn) en tien districten:
- Bắc Sơn
- Bình Gia
- Cao Lộc
- Chi Lăng
- Đình Lập
- Hữu Lũng
- Lộc Bình
- Tràng Định
- Văn Lãng
- Văn Quan